# 鼴鴨屬
盲鼴鴨，又稱考艾島鼴鴨，是鴨科已滅絕的鼴鴨屬下的單型種，最初是由安德魯·愛華紐克、斯托斯·歐森與海倫·詹姆斯於2009年11月在《Zootaxa》上發表。盲鼴鴨是夏威夷考艾島的特有種，化石出土自馬豪雷普海灘的馬考瓦希洞穴內，該位址的地層年代約為距今6000年，約為西元前4050年。

## 命名學
盲鼴鴨的屬名「Talpanas」來自於拉丁文的「talpa」，意思為「鼴鼠」；以及希臘文的「anas」，意思為「鴨」。種名「lippa」則來自拉丁文的「lippus」，意思為「幾乎目盲的」。

## 描述
盲鼴鴨的跗蹠骨短而粗壯；腦顱相對寬而扁；眼眶與視神經孔較小，這意味著牠們具有較小的眼睛及較不發達的視神經，綜合上述特徵，盲鼴鴨被認為是一種視覺不發達且不具有飛行能力的鳥類。此外，牠們具有非常大的上下頷孔（三叉神經離開顱窩時須穿過的圓孔），這代表牠們的三叉神經可能較為發達，也意味著牠們可能主要仰賴喙部靈敏的觸覺與嗅覺來替代視覺探索周遭環境或搜尋獵物，類似於現存的鴨嘴獸。
盲鼴鴨的正模標本為部分顱骨，目前收藏於史密森尼學會，物種編號為USNM 535683。

## 生物學
盲鼴鴨可能為夜行性的地棲鳥類，習性類似於現存生存於紐西蘭的奇異鳥，並推測同樣主要以森林凋落物中的小型無脊椎動物為食。